# Farzaneh Fasihi
Farzaneh Fasihi (persisch فرزانه فصیحی, [fæɾzaːˈne fæsiːˈhiː]; * 3. Januar 1993 in Isfahan) ist eine iranische Leichtathletin, die sich auf den Sprint spezialisiert hat.

## Sportliche Laufbahn
2012 errang Fasihi ihre ersten Medaillen bei Wettkämpfen in Asien. Bei den westasiatischen Leichtathletikmeisterschaften in Dubai (VAE) holte sie Gold mit der 4-mal-400-Meter-Staffel und Silber über 100 Meter. Mit der Staffel lief sie bei der Malaysian International Athletics Competition in Kuala Lumpur (Malaysia) auf den Silberrang und holte im Einzel jeweils Bronze über 100 und 200 Meter. 2013 erlief sie Silber in 7,60 s über 60 Meter bei den 21. Fajr International Indoor Athletics Championships in Tehran (Iran). 2016 sammelte Farzaneh erste Erfahrungen auf der Weltbühne bei den Hallenasienmeisterschaften 2016 in Doha, wo sie mit der 4-mal-400-Meter-Staffel Silber holte und über 60 Meter den fünften Platz belegte. 2017 erreichte sie über 100 Meter bei den Islamic Solidarity Games in Baku das Halbfinale. Im Jahr darauf wurde Farzaneh in der Hallensaison iranische Meisterin über 60 Meter und nahm erneut an den Hallenasienmeisterschaften in Teheran teil, wo sie in 7,44 s die Bronzemedaille im 60-Meter-Lauf gewann. In der Freiluftsaison wurde sie iranische Meisterin über 100 Meter. 2020 lief sie Mitte Februar in Istanbul über 60 Meter nationalen Rekord von 7,25 s. Farzaneh qualifizierte sich als erste Iranerin für die Teilnahme an den Hallenweltmeisterschaften in Nanjing, die jedoch wegen der Covid-19-Pandemie verschoben wurden.
2021 wurde sie erneut iranische Meisterin über 100 Meter und startete Ende Juli dank einer Wildcard über diese Distanz bei den Olympischen Spielen in Tokio und überstand dort die Vorausscheidung und schied dann mit 11,79 s im Vorlauf aus. Im Jahr darauf trat sie über 60 Meter bei den Hallenweltmeisterschaften in Belgrad an und schied dort mit 7,39 s in der Vorrunde aus. Im August gewann sie bei den Islamic Solidarity Games in Konya in inoffiziellen 11,12 s die Silbermedaille über 100 Meter hinter der Bahrainerin Edidiong Odiong und belegte mit der 4-mal-400-Meter-Staffel in 4:32,48 min den fünften Platz. Im Jahr darauf siegte sie in 7,28 s bei den Hallenasienmeisterschaften in Astana und verbesserte im Halbfinale den Landesrekord auf 7,23 s. Im Juli siegte sie in 11,41 s beim Qosanov Memorial und sicherte sich kurz darauf in 11,39 s die Silbermedaille bei den Asienmeisterschaften in Bangkok hinter der Singapurerin Shanti Pereira. Kurz darauf schied sie bei den Weltmeisterschaften in Budapest mit 11,63 s in der ersten Runde über 100 Meter aus. Ende September verpasste sie bei den Asienspielen in Hangzhou mit 11,70 s den Finaleinzug. 2024 verteidigte sie bei den Hallenasienmeisterschaften in Teheran ihren Titel über 60 Meter und egalisierte mit 7,20 s den Meisterschaftsrekord und stellte einen neuen Landesrekord auf. Im August schied sie bei den Olympischen Spielen in Paris mit 11,51 s im Vorlauf über 100 Meter aus.

## Persönliche Bestleistungen
Halle
- 60 m: 7,20 s , 18. Februar 2024 in Teheran

Freiluft
- 100 m: 11,39 s (0,0 m/s), 14. Juli 2023 in Bangkok
- 200 m: 23,97 s (−0,4 m/s), 16. Juli 2022 in Teheran

## Internationale Erfolge
- 2012: Gold Westasiatische Meisterschaften (4 × 400 m)
- 2012: Silber Westasiatische meisterschaften (100 m)
- 2012: Silber Malaysian International Athletics Competition (4 × 400 m)
- 2012: Bronze Malaysian International Athletics Competition (100 und 200 m)
- 2013: Silber Fajr International Indoor Athletics Championships (60 m)
- 2016: Silber Hallenasienmeisterschaften (4 × 400 m)
- 2016: 5. Platz Hallenasienmeisterschaften (60 m)
- 2017: Halbfinale Islamic Solidarity Games (100 m)
- 2018: Bronze Hallenasienmeisterschaften (60 m)